# Blackadder's Christmas Carol
Blackadder's Christmas Carol är ett specialavsnitt av Svarte Orm som sändes den 23 december 1988 och som parodierar Charles Dickens En julsaga ("A Christmas Carol"). Den utspelar sig mellan Blackadder the Third och Blackadder Goes Forth, och är berättad av Hugh Laurie. Avsnittet producerades av BBC och sändes för första gången på BBC One.

## Handling
Ebenezer Blackadder (Rowan Atkinson), en viktoriansk ägare av en mustaschbutik, är den snällaste mannen i hela London. Han är allt som Ebenezer Scrooge var i slutet av den riktiga historien. Han är generös och snäll mot alla. Resultatet blir dock att alla utnyttjar hans generositet, och alla utom Mister Baldrick (Tony Robinson) ser honom som ett offer, dock är till och med han lite mer cynisk än sin företrädare. Blackadders affär tjänar ingenting och hans enda besparingar går till insamlingar och välgörenhet.
Men allt det här ändras på natten till juldagen då Julens Ande (Robbie Coltrane) besöker honom för att gratulera honom till hans generositet och hans godhet. Anden låter honom se bitar från hans förflutna, han visar Lord Blackadder som tjänar Elizabeth I (Miranda Richardson), och Edmund Blackadder, butler till Prins Regent (Hugh Laurie). Istället för att bli övertygad om att han är bättre och godare än dem, börjar han beundra dem och han frågar anden vad som händer om han blir som de. Anden visar då en bit från en avlägsen framtid där Blackadder är Grand Admiral Blackadder, han är en lyckad, dock grym, ledare över det galaktiska imperiet, samt förlovad med den grymma och galna drottningen Asphyxia XIX. Blackadder frågar också vad som händer om han fortsätter att vara snäll, då är han i samma framtid men med den stora skillnaden att Baldrick är Grand Admiral och att han själv är en halvnaken slav till Baldrick som har utplånat sin egen armé.
Blackadder gör sitt beslut och säger att: "Bad guys have all the fun" (Elaka killar får ha allt det roliga"). Han vaknar upp som en ny man, elak, bitter, girig, ond, och han förolämpar alla han ser på gatan. Han är dock mer kontrollerad i sitt liv också, men han missar ett gyllene tillfälle då han förolämpar två främlingar som kommit för att gratulera honom för hans godhet. Dessa två är drottning Victoria (Miriam Margolyes) och prins Albert (Jim Broadbent) och de kom för att ge honom £50 000 samt titeln Baron Blackadder för att han är den snällaste mannen i England, men de lämnar honom utan att göra det när han förolämpat dem. Avsnittet slutar med att Edmund ser förskräckt ut när han hör att de han förolämpat var den kungliga paret och vad de tänkte ge honom.

### Borttagen dialog
Det finns ett tillägg i början av avsnittet, när Baldrick pratat om hunden i the Nativity play. Blackadder frågar honom då "Blev inte barnen upprörda då?" och Baldrick svarar "Nee, de älskade det. De vill att vi ska göra en till i påsk. De vill att vi ska spika upp hunden." Mycket av den här dialogen är borttagen inför VHS-utgåvan och de flesta DVD-utgåvorna (boxen med alla avsnitt från 2006 innehåller hela, dock). Den visades under de tidiga sändningarna, men blev bortklippt när den visades igen på BBC2 under julen 2007 och under julen 2008.

## Rollista i urval
- Rowan Atkinson som Mr Ebenezer Blackadder och hans förfäder och efterträdare
- Tony Robinson som Mr Baldrick och hans förfäder och efterträdare
- Miranda Richardson som Drottning Elizabeth I och Drottning Asphyxia XIX
- Stephen Fry som Lord Melchett och Lord Frondo
- Hugh Laurie som Prins George och Prins Pigmot
- Robbie Coltrane som Julens Ande
- Miriam Margolyes som Drottning Victoria
- Jim Broadbent som Prins Albert
- Patsy Byrne som Nursie och Bernard
- Denis Lill som Beadle
- Pauline Melville som Mrs. Scratchit
- Philip Pope som Lord Nelson
- Nicola Bryant som Millicent, Mr Blackadders guddotter[2]
- Ramsay Gilderdale som Ralph, Millicents fästman[3]
- David Barber, Erkan Mustafa och David Nunn som Enorma föräldralösa barn

## Musik
Alla de olika versionerna av signaturmelodin till Svarte Orm har en koppling till den period som det utspelar sig i. I Blackadder's Christmas Carol är introt omgjort till en julsång, alltså är det en kör som sjunger sången.